# Chariot de nourriture

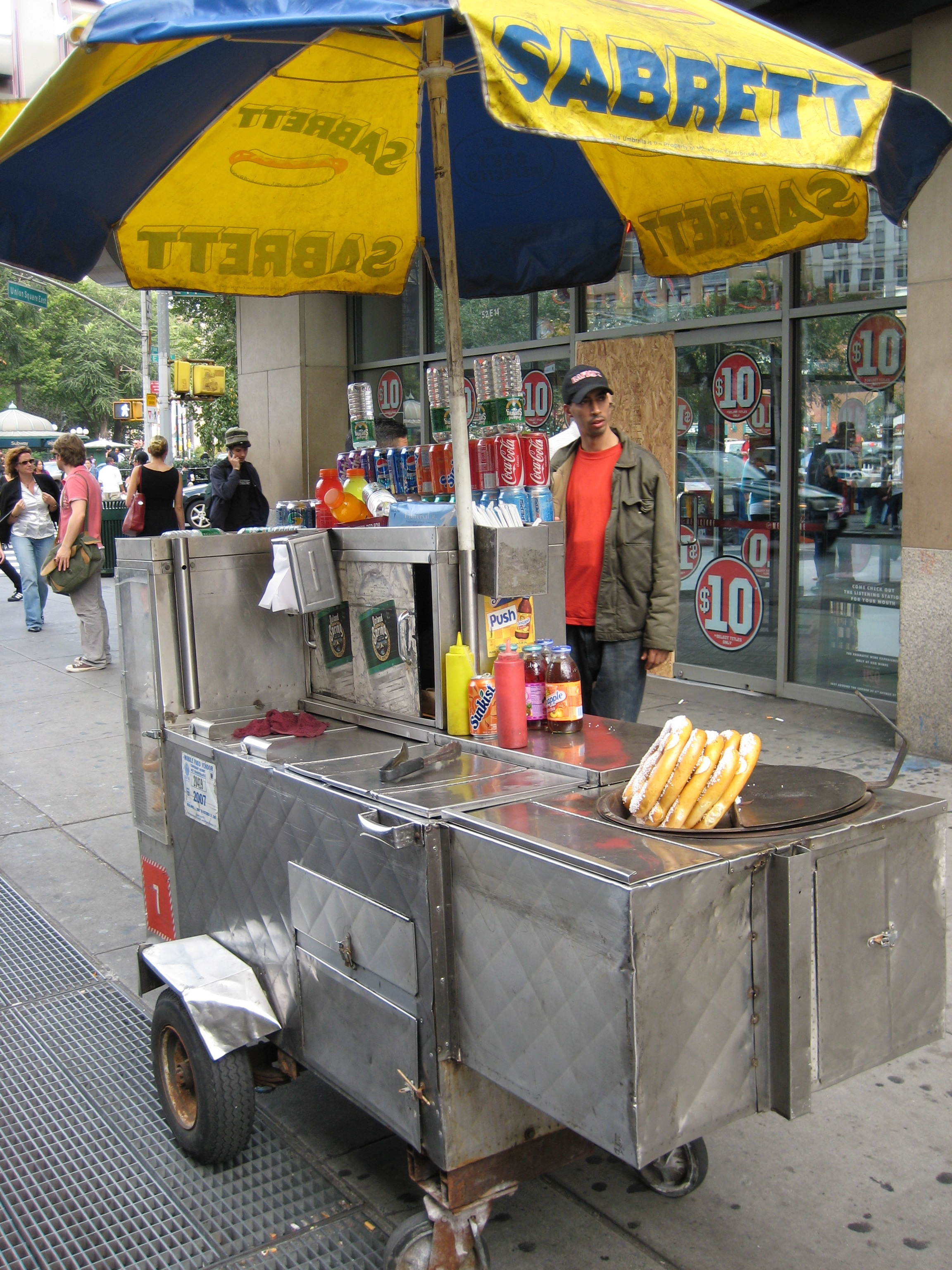
Un chariot de nourriture à New York.

Un chariot de nourriture (en anglais : food cart) est une cuisine mobile facilitant la vente et la commercialisation de nourriture localement, notamment auprès des piétons.
Les chariots alimentaires se trouvent souvent dans les grandes villes à des lieux de passages importants. New York, par exemple, est réputé pour ses vendeurs de hot-dogs en chariots. Portland et Seattle sont notamment réputés pour leurs nombreux food carts dans les années 2010.